# Lepanthes conjuncta
Lepanthes conjuncta är en orkidéart som beskrevs av Carlyle August Luer och Alexander Charles Hirtz. Lepanthes conjuncta ingår i släktet Lepanthes och familjen orkidéer. Inga underarter finns listade i Catalogue of Life.